# Chazé-Henry

Chazé-Henry este o comună în departamentul Maine-et-Loire, Franța. În 2009 avea o populație de 873 de locuitori.